# Битка при Нола (216 пр.н.е.)
Вижте пояснителната страница за други значения на Битка при Нола.
Първата битка при Нола (Nola) се провежда през 216 пр.н.е. по време на Втората пуническа война след битката при Кана между картагенската войска на Ханибал и римските легиони на Марк Клавдий Марцел при град Нола (Италия).
В град Нола се намирали много лагери със запаси за околната територия и вероятно за това картагенците искат да го превземат. Рим изпраща Марцел и той позиционира войската си по крепостната стена на града. Първите атаки на дошлите изморени от дългия път картагенци стават преди обед. Римляните побеждават. Ханибал се опитва следващите години още два пъти да превземе безуспешно Нола и тръгва по-нататък.